# Vlaga
Vlaga je vodena para sadržana u nekom sredstvu (na primjer u zraku) ili voda sadržana u nekom sredstvu bez obzira na agregatno stanje. Vlaga također označava prisutnost vode u nekom u prostoru (primjerice u podrumu jedne zgrade). U fizici i znanosti o materijalima govorimo o sadržaju vode. Plinovita vlaga se općenito naziva vlažnost zraka, a u kombinaciji s tekućom vodom magla ili vodena para. Apsolutna vlažnost zraka pokazuje koliko vodene pare sadrži jedinica obujma plina. Prevelika koncentracija vlage u zraku pogoduje stvaranju gljivica, bakterija i plijesni u zidovima, te povećanju broja grinja u prašini (preko 45% relativne vlažnosti), što može uzrokovati razne bolesti. 
Povlačenje vode s površine ili iz tvari općenito se naziva sušenje ili odvodnja.

## Vlažnost zraka
Vlažnost zraka izražava se količinom vodene pare u zraku na različite načine, i to kao apsolutna vlažnost, relativna vlažnost, parcijalni tlak vodene pare i drugo.
Mješavina suhog zraka i vode (vodene pare i kapljevine) naziva se vlažni zrak (vlažni uzduh). Termodinamička svojstva suhog zraka uglavnom određuju plinovi dušik i kisik sadržani u zraku, dok se sadržaj i utjecaj preostalih suhih plinova u zraku najčešće može zanemariti. Vlažni zrak promatra se kao mješavina samo dviju sastojaka (komponenti) – suhog zraka (z) i vodene pare (p).
Ako se zamisli da se odstrani suhi zrak iz nekog zatvorenog obujma (volumena) ispunjenog vlažnim zrakom pod apsolutnim tlakom p, preostala vodena para raširila bi se po cijelom volumenu i poprimila (manji) tlak koji se naziva parcijalni tlak pare pp. Za apsolutni tlak vlažnog zraka (ukupni) p vrijedi:
{\displaystyle p=p_{z}+p_{p}}
pri čemu je s pz označen parcijalni tlak suhog zraka.
Ako tlak vlažnog zraka iznosi oko 1 bar, za njegove sastojke dovoljno točno vrijedi jednadžba stanja idealnog plina. Tako za suhi zrak vrijedi jednadžba:
{\displaystyle p_{z}\cdot V=m_{z}\cdot R_{z}\cdot T}
a za vodenu paru u zraku:
{\displaystyle p_{p}\cdot V=m_{p}\cdot R_{p}\cdot T}
pri čemu su: V – ukupni volumen (obujam) vlažnog zraka (m3/h), T – temperatura vlažnog zraka (K), mz, mp – masa suhog zraka odnosno pare (kg), Rz, Rp – plinska konstanta za suhi zrak odnosno paru (J/kgK).
Najveća moguća vrijednost parcijalnog tlaka vodene pare jednaka je tlaku zasićenja (isparavanja) vodene pare p'  (pp maks = p' ) koji zavisi samo od temperature (temperatura zasićenja to jest vrelište).
Vlažnost zraka x (apsolutna vlažnost) određuje sadržaj vode (pare i kapljevine) u vlažnom zraku, a predstavlja omjer mase vode mv i mase suhog zraka mz: 
{\displaystyle x={\frac {m_{v}}{m_{z}}}\ }
gdje su: mz, mv – masa suhog zraka odnosno vode (kg). Ukupna masa vlažnog zraka prema tome iznosi:
{\displaystyle m=m_{v}+m_{z}=m_{z}\cdot (1+x)}
Granične slučajeve predstavljaju suhi zrak (mv = 0, x = 0) i čista voda (mz = 0, x = ∞). Zrak koji ne sadrži kapljevitu vodu (mk = 0, sadrži vodu samo u obliku pare mv = mp) naziva se nezasićeni vlažni zrak ako je parcijalni tlak vodene pare manji od tlaka zasićenja pri danoj temperaturi (pp < p' ), odnosno zasićeni vlažni zrak kad vrijedi pp = pp maks = p' . Za nezasićeni i za zasićeni zrak može se vlažnost x = xp odrediti prema izrazu:
{\displaystyle x={\frac {m_{p}}{m_{z}}}={\frac {R_{z}}{R_{p}}}\cdot {\frac {p_{p}}{p_{z}}}=0,622\cdot {\frac {p_{p}}{p_{z}}}}
Zasićeni zrak sadrži najveću moguću masu vodene pare. Vlažnost zasićenog zraka označit će se oznakom x' . Zrak koji sadrži kapljice i/ili kristale vode naziva se prezasićeni zrak (magla, susnježna magla i ledena magla).

### Relativna vlažnost
Relativna vlažnost zraka φ određuje se izrazom:
{\displaystyle \phi ={\frac {m_{p}}{m_{p\,max}}}={\frac {m_{p}}{m'}}={\frac {p_{p}}{p'}}}
φ = mp/mp maks = pp/p' (2.25)
tako da φ može poprimiti vrijednosti od 0 do 1 (odnosno od 0 do 100%). Relativna vlažnost povećava se povećanjem tlaka ili smanjenjem temperature zraka. Smanjenjem temperature ili povećanjem tlaka pri φ = 1 (zasićeni vlažni zrak) dolazi do kondenzacije onog dijela vlage u zraku koji premašuje najveću moguću količinu, tako da se relativna vlažnost ne mijenja (ostaje φ = 1). Kondenzirana voda u obliku magle može se odgovarajućim postupcima izdvojiti. Očito, ovo izdvajanje vode (sušenje odnosno smanjivanje vlažnosti x zraka) najuspješnije se može obaviti hlađenjem zraka (smanjenje temperature) neposredno iza kompresora (najviši tlak). Ovdje treba postići najnižu temperaturu zraka u cijelom pneumatskom sustavu, čime se osigurava da nigdje u sustavu neće doći do kondenzacije vode.